# Atarba sikkimensis
Atarba sikkimensis är en tvåvingeart som beskrevs av Alexander 1969. Atarba sikkimensis ingår i släktet Atarba och familjen småharkrankar. Inga underarter finns listade i Catalogue of Life.